# Walter Tournier
Walter Tournier (né le 14 juillet 1944 en Uruguay) est un animateur, réalisateur, scénariste uruguayen de films d'animation. 

## Biographie
Walter Tournier naît le 14 juillet 1944 en Uruguay. Il étudie à la Faculté d'architectude de Montevideo avant de se rendre compte que sa vraie vocation se trouve dans le cinéma : il intègre alors la Cinemateca del Tercer Mundo (C3M) de Montevideo. Il y réalise le court métrage En la selva hay mucho por hacer. Il s'exile au Pérou jusqu'en 1985 et y réalise plusieurs courts métrages consacrés à son autre passion, l'archéologie. En 1986, il fonde le studio de production Imagenes où il dirige le département Animation. En 1994, il se consacre à la réalisation de films d'animation et fonde pour cela le studio Tournier Animation Studio, basé à Montevideo,.

## Filmographie

### Courts métrages
- 1979 : El cóndor y el zorro
- 1983 : Nuestro pequeño paraíso
- 1992 : La rambla montevideana (court métrage documentaire)
- 1997 :  Tatitos (mini-série animée)
- 1998 : Octavio Podesta
- 2000 :  Yo quiero
- 2000 : El jefe y el carpintero
- 2001 : Caribbean Christmas
- 2002 : Yo soy
- 2002 : Yo quiero participar
- 2002 : Es mi familia
- 2003 : Yo quiero que me quieran
- 2003 :  Yo quiero jugar
- 2003 : Tachuela, Varilla y Lechuga
- 2003 : A pesar de todo (Malgré tout)
- 2005 : Queremos vivir
- 2015 : Junk

### Long métrage d'animation
- 2012 : Selkirk, le véritable Robinson Crusoé